# Mont Russell
Pour les articles homonymes, voir Russell.
Le mont Russell, en anglais : Mount Russell, est un sommet culminant à 4 294 mètres d'altitude dans le centre de la Californie, à l'Ouest des États-Unis. Il fait partie de la sierra Nevada et se situe à proximité du mont Whitney, le point culminant du massif et le plus haut sommet du pays en dehors de l'Alaska. Il est constitué de granite. Il est nommé en l'honneur du géographe et géologue Israel Cook Russell. Il est gravi pour la première fois par 1926 par Norman Clyde (en). La montagne est protégée par la réserve intégrale John Muir et la forêt nationale d'Inyo à l'est, tandis qu'elle est incluse dans le parc national de Sequoia à l'ouest.

## Toponymie
Le mont Russell est nommé en l'honneur de l'Américain Israel Cook Russell, un géologue membre de la Wheeler Survey en 1878, plus connu pour ses travaux sur la géographie de l'Alaska. Le nom est officialisé en 1907.

## Géographie

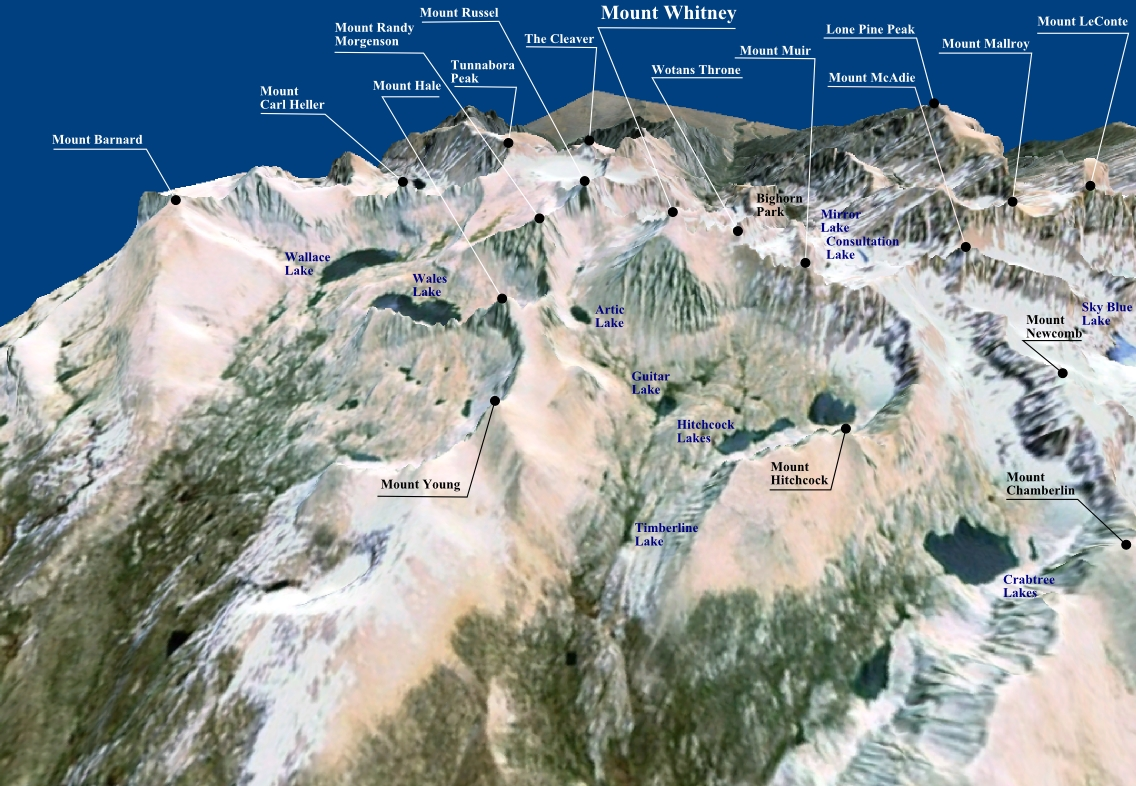
Représentation depuis l'ouest du mont Russell et des sommets alentour en trois dimensions.

Le mont Russell se situe dans l'Ouest des États-Unis, au centre de l'État de Californie, dans le comté de Tulare, alors que la limite avec celui d'Inyo passe par une cime secondaire 200 mètres à l'est. Il se trouve à 20 kilomètres à l'ouest de Lone Pine, à 100 kilomètres à l'ouest-nord-ouest de Visalia, tandis que Los Angeles est à 280 kilomètres au sud et Sacramento, la capitale de l'État, et San Francisco sont à environ 400 kilomètres au nord-ouest. Les côtes de l'océan Pacifique se trouvent à 270 kilomètres au sud-ouest. Il domine la vallée de l'Owens à l'est, où passe la route 395. Le sommet s'élève à 4 294 mètres d'altitude, dans la bordure orientale de la Sierra Nevada. Sa hauteur de culminance est de 334 mètres ; le sommet plus élevé le plus proche est le mont Whitney, à 1,2 kilomètre au nord, le point culminant du massif et plus haut sommet des États-Unis contigus. Le mont Russell domine plusieurs lacs glaciaires : sur son versant septentrional, les restes inertes de glaciers forment les lacs Wales, Wallace et Tulainyo qui alimentent le Wallace Creek, et au sud-ouest les lacs Arctic et Guitar alimentent le Whitney Creek, ces deux cours d'eau étant des affluents de la rivière Kern ; au sud-est, les lacs Iceberg et Upper Boy Scout alimentent le Lone Pine Creek, qui appartient au bassin de la rivière Owens mais dont les eaux sont intégralement détournées vers l'aqueduc de Los Angeles.
Le mont Russell est né du processus qui a formé la Sierra Nevada. Il est constitué de granite émis en profondeur au Crétacé. Durant le Néogène, le soulèvement de la chaîne le long de la faille normale qui la sépare de la province géologique de Basin and Range, à l'est, a permis la formation de glaciers et d'écoulements fluviaux qui ont participé à l'érosion et ont mis au jour le granite.

## Histoire
La première ascension du mont Russell est réussie par Norman Clyde, en solo, le 24 juin 1926, par le lac Tulainyo puis en longeant empruntant l'arête orientale jusqu'à la cime principale. La face sud est gravie pour la première fois en 1928 par A. E. Gunther. Clyde s'illustre au mont Russell jusqu'en 1932 en ouvrant plusieurs autres voies. En juillet de la même année, les alpinistes Jules Eichorn, Glen Dawson, Walter Brem et Hans Leschke réussissent également deux premières dans la face sud (par une voie plus directe que Gunther) et dans le couloir ouest,.

## Activités

### Randonnée et ascension
Le mont Russell offre une vingtaine de voies, allant d'une cotation de 3 proche de la randonnée pour l'arête orientale et la face méridionale, à une cotation de IV 5.10 du domaine de l'escalade,.
L'ascension par l'est requiert un permis, délivré en nombre restreint par le Service des forêts des États-Unis durant la saison estivale afin de limiter la fréquentation. Cette approche est commune au mont Whitney, c'est pourquoi le mont Russell est beaucoup moins fréquenté par ce versant ; l'essentiel des grimpeurs accèdent à la montagne par l'ouest.

### Protection environnementale
Le versant sud-est du mont Russell est protégé depuis 1964 au sein de la réserve intégrale John Muir (en anglais : John Muir Wilderness) dont la superficie a progressivement été portée à 2 639 km2, ce qui en fait la plus vaste de Californie. Elle dispose d'une continuité écologique avec la réserve intégrale Ansel Adams au nord-ouest, la réserve intégrale Dinkey Lakes et la réserve intégrale Sequoia-Kings Canyon à l'ouest, la réserve intégrale Monarch au sud-ouest et la réserve intégrale Golden Trout au sud,. La réserve a pour but de garantir un air et une eau purs, ainsi qu'un habitat préservé pour les plantes et les animaux rares et menacés. Elle autorise la pratique de la randonnée pédestre, du trekking, de l'escalade, du canoë-kayak, du rafting, de la randonnée équestre, de l'observation ornithologique ou encore de l'astronomie amateur mais interdit généralement tout type de véhicule à moteur et les groupes de plus de douze personnes. La réserve est gérée conjointement par la forêt nationale d'Inyo, dans sa partie orientale appartenant aux comtés d'Inyo — dont le mont Russell — et de Mono, qui a été créée en 1907 et couvre 7 455 km2, et par la forêt nationale de Sierra, dans sa partie occidentale appartenant aux comtés de Fresno et de Madera, qui a été créée en 1893 et couvre 5 309 km2.
Les versants ouest et nord sont protégés depuis 1919 au sein du parc national de Sequoia qui couvre 1 635 km2. Il est géré par le National Park Service.